# Anekdoten um den Alten Fritz
Anekdoten um den Alten Fritz è un cortometraggio del 1935 diretto da Phil Jutzi. È uno dei numerosi film che la cinematografia tedesca dedicò alla figura di Federico II di Prussia, una serie di pellicole convenzionalmente chiamate Fridericus-Rex-Filme che ebbero quasi sempre come interprete nel ruolo del re prussiano l'attore Otto Gebühr. In questa, a rivestire i panni di Federico, è l'attore Theodor Loos.

## Produzione
Il cortometraggio in due rulli fu prodotto dalla K.U.-Filmproduktions- und Vertriebs-GmbH, Ulrich & Neuß (Berlin).

### Cast
- Theodor Loos (1883-1954): L'attore interpreta sullo schermo per la seconda volta il personaggio di Federico II dopo averlo fatto nel 1932 ne Il prigioniero di Magdeburg. Loos prese parte ad altri due film dedicati al re di Prussia ma, questa volta, in ruoli secondari: fu Menzel in Alle soglie dell'impero del 1930 e von Waldow ne I due re del 1935.

## Distribuzione
Il visto di censura risale al 13 dicembre 1935 con il numero B.40947.